# Samira Sitaïl
Samira Sitaïl, née le 16 mai 1964 à Bourg-la-Reine dans les Hauts-de-Seine (France), est une journaliste et diplomate franco-marocaine. Elle est ambassadrice du royaume du Maroc en France depuis le 19 octobre 2023.
Antérieurement à son poste d'ambassadeur, elle est rédactrice en chef et présentatrice du journal télévisé et d'émissions de débats de la chaîne de télévision marocaine 2M, et lance dans le paysage audiovisuel marocain les premiers magazines d'investigation sur des questions taboues au royaume.

## Biographie
Après une première année de master consacrée aux métiers de la communication au Celsa-Sorbonne, elle obtient un master de gestion des risques en alternance avec une activité professionnelle en tant que consultante senior au sein d'une agence de communication européenne basée à Madrid.
Nommée directrice de l'information de la chaîne nationale 2M, le 2 mai 2002, puis directrice générale adjointe chargée des rédactions des trois médias du puissant groupe audiovisuel marocain en 2008, Samira Sitaïl est l'objet d'attaques violentes de la part du gouvernement islamiste marocain du PJD, pour ses prises de position contre le discours obscurantiste de cette formation politique auparavant au pouvoir et les mouvances qui lui sont assimilées.
En 2011, elle est menacée pour avoir dénoncé la mainmise du mouvement islamiste Al Adl Wal Ihsane (Justice et bienfaisance) sur le Mouvement du 20 Février, mouvement contestataire né du Printemps arabe. Elle est placée sous protection policière.
Durant le Mouvement du 20 Février, sa proximité avec la monarchie marocaine est de nouveau pointée du doigt. En cause, son traitement médiatique « serait biaisé et partial » dans différentes de ses émissions de 2M. Le 1er avril 2011, des employés organisent un sit-in pour le dénoncer devant les locaux de la chaîne à Aïn Sebaâ, et scandent « Samira,  dégage ! ».
Elle quitte le groupe médiatique marocain dans le cadre d'un départ volontaire le 31 janvier 2020 et rejoint en novembre l'espagnol Marco de Comunicación.
Après onze mois de vacance du poste, elle est nommée ambassadrice du royaume du Maroc en France le 19 octobre 2023,.

## Vie privée
Elle est mariée à un diplomate marocain, Samir Addahre, ancien ambassadeur du Maroc en Belgique et en Grèce, est le représentant permanent du royaume du Maroc auprès de l’UNESCO.
Elle dispose également de la nationalité française.  